# Amphisbaena fenestrata
Amphisbaena fenestrata este o specie de reptile din genul Amphisbaena, familia Amphisbaenidae, ordinul Squamata, descrisă de Cope 1861. Conform Catalogue of Life specia Amphisbaena fenestrata nu are subspecii cunoscute.